# Renata Scott
Renata Scott (* 26. Juni 1937 in Wien, Österreich) ist eine Film-, Fernseh- und Theaterschauspielerin.

## Leben
Scott spielte unter anderem in den Filmen Driving Force (1989), Stepfather II (1989) sowie Liebe? Lieber nicht! (1999) und hatte etliche Auftritte in Fernsehserien wie etwa in Das A-Team (1986), Mord ist ihr Hobby (1987), Amen (1986–1990), L.A. Law – Staranwälte, Tricks, Prozesse (1988/1991), Raumschiff Enterprise: Das nächste Jahrhundert (1992) als Admiral Hayes, Murder One (1995) und Alle lieben Raymond (2003).
Für ihr Wirken im Theater gewann sie einen Drama-Logue Critics Award und einen Best Actress Award.

## Filmografie
- 1986: Das A-Team (The A-Team, Fernsehserie, eine Folge)
- 1986–1990: Amen (Fernsehserie, drei Folgen)
- 1987: Ein Engel auf Erden (Highway to Heaven, Fernsehserie, eine Folge)
- 1987: Der Denver-Clan (Dynasty, Fernsehserie, eine Folge)
- 1987: Mord ist ihr Hobby (Murder, She Wrote, Fernsehserie, eine Folge)
- 1988: California Bulls (1st & Ten, Fernsehserie, eine Folge)
- 1988/1991: L.A. Law – Staranwälte, Tricks, Prozesse (L.A. Law, Fernsehserie, zwei Folgen)
- 1989: Falcon Crest (Fernsehserie, eine Folge)
- 1989: Golden Girls (The Golden Girls, Fernsehserie, eine Folge)
- 1989: Die Würger von Hillside (The Case of the Hillside Stranglers, Fernsehfilm)
- 1989: Driving Force
- 1989: Stepfather II
- 1989: Stadt der Spieler (The Neon Empire, Fernsehfilm)
- 1990: Die Fratze des Todes (Overexposed)
- 1990: Ein Vater zuviel (My Two Dads, Fernsehserie, eine Folge)
- 1990: Die Laker Girls (Laker Girls, Fernsehfilm)
- 1990: Geschichten aus der Gruft (Tales from the Crypt, Fernsehserie, eine Folge)
- 1991: Unter der Sonne Kaliforniens (Knots Landing, Fernsehserie, eine Folge)
- 1991: Späte Leidenschaft (An Inconvenient Woman, Fernsehfilm)
- 1991: Final Revenge (Write to Kill)
- 1992: Foxy Fantasies (Red Shoe Diaries, Fernsehserie, eine Folge)
- 1992: Die Fälle der Rosie O’Neill (The Trials of Rosie O’Neill, Fernsehserie, eine Folge)
- 1992: Raumschiff Enterprise: Das nächste Jahrhundert (Star Trek: The Next Generation, Fernsehserie, eine Folge)
- 1992: Her Final Fury: Betty Broderick, the Last Chapter (Fernsehfilm)
- 1992: Chaplin
- 1992–1993: Civil Wars (Fernsehserie, zwei Folgen)
- 1993: Cheers (Fernsehserie, eine Folge)
- 1995: Überflieger (Wings, Fernsehserie, eine Folge)
- 1995: Murder One (Fernsehserie, eine Folge)
- 1996: No Easy Way
- 1997: Die Hochzeit meines besten Freundes (My Best Friend’s Wedding)
- 1999: Liebe? Lieber nicht! (Love Stinks)
- 2003: Alle lieben Raymond (Everybody Loves Raymond, Fernsehserie, eine Folge)